# Hongeo-hoe
Hongeo-hoe (tiếng Triều Tiên: 홍어회; tiếng Trung Quốc: 洪魚膾) là tên gọi món cá đuối lên men có nguồn gốc từ tỉnh Jeolla của Triều Tiên, nay thuộc Hàn Quốc. Đây được coi là một đặc sản của đất nước Hàn Quốc, mặc dù mùi khai đặc trưng của món ăn này được đánh giá là dễ gây khó chịu khi lần đầu nếm thử.